# Alessandro Donati (gesuita)
Alessandro Donati (Siena, 1584 – Roma, 25 aprile 1640) è stato un gesuita, poeta, filologo ed erudito italiano.

## Biografia
Alessandro Donati nacque a Siena nel 1584. Dopo essersi trasferito a Roma, il 26 gennaio 1600 entrò nel Collegio Romano dove fece il suo noviziato da gesuita. Il 14 maggio 1617 professò i quattro voti. Fu professore di retorica al Collegio Romano fino al 1640 e divenne più tardi prefetto delle scuole di umanità. Alessandro Donati morì a Roma il 25 aprile 1640.

## Opere

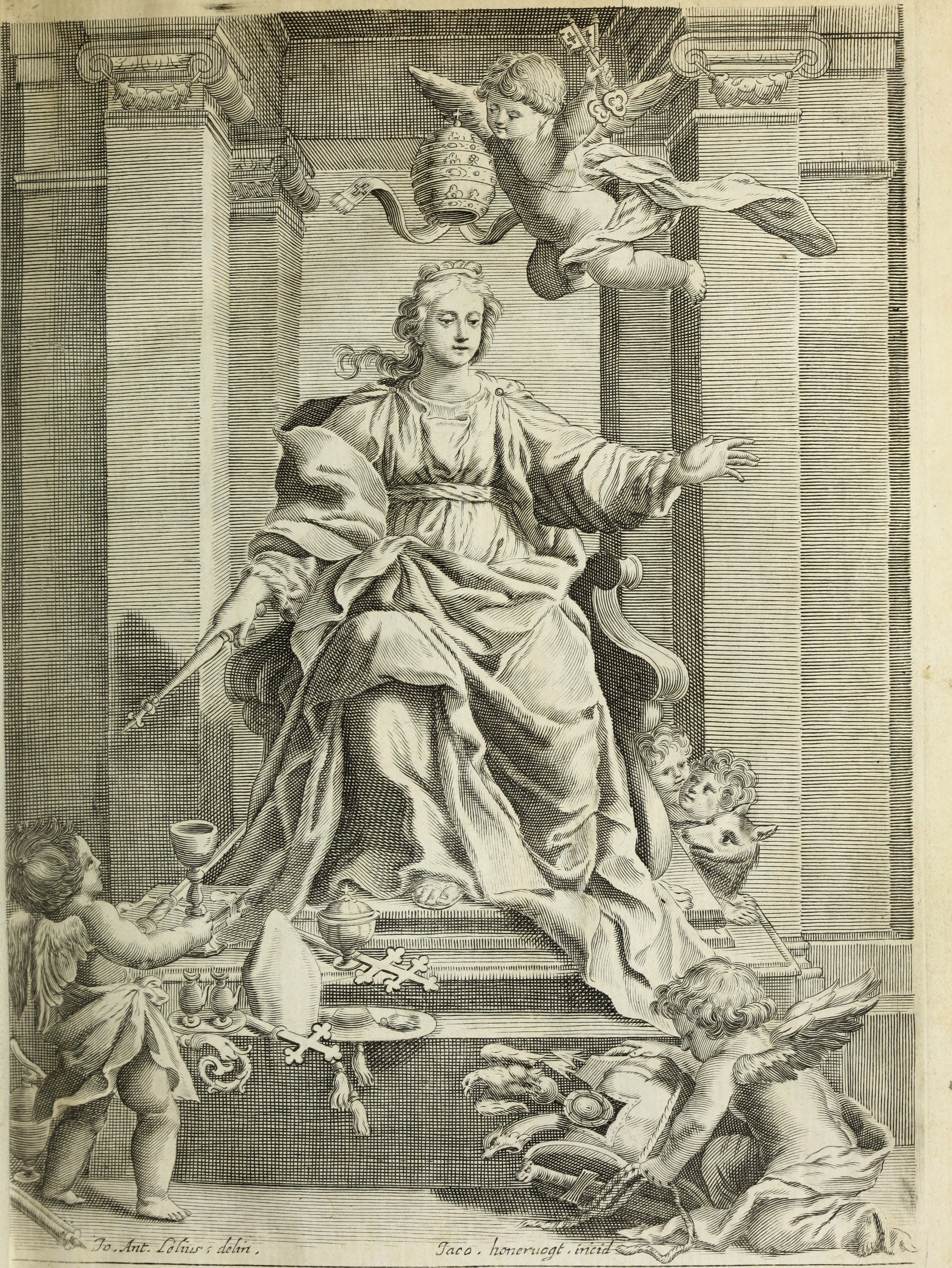
Antiporta della Roma vetus ac recens di Alessandro Donati, Romae, ex bibliotheca fratrum de Rubeis, 1725.

- Oratio in funere Mariæ Cesiæ ab Altaëmps, Roma, 1610, in-4°.
- Carminum libri tres, Roma, 1625, in-16 ; Francoforte, 1654, in-4°.
- Suevia, tragœdia, Rome, 1629, in-16, ristampata con altre tragedie gesuitiche nella grande antologia Selectæ tragœdiæ pubblicata ad Anversa nel 1634.
- De Arte poetica libri tres, Coloniae Agrippinae, 1633, in-16.
- Roma vetus ac recens, utriusque ædificiis ad eruditam cognitionem expositis, Roma, 1633, 1639, in-4°; Amsterdam, 1664 in-8° e 1694, in-4°, inserita nel vol. 3 del Thesaurus antiquitatum Romanarum di Grævius. L'opera ebbe fino al 1738 ben dieci edizioni. Quella di Amsterdam del 1694 è la più stimata.[1]
- Constantinus Romæ liberator, poema heroicum, Rome, 1640, in-8°, et Francoforte, 1654. Donati è autore anche di una vita di papa Paolo V, inserita, senza il nome dell'autore, nelle Vitæ romanorum pontificum di Alfonso Chacón, Roma, 1630.